# Áreas protegidas de Eritrea

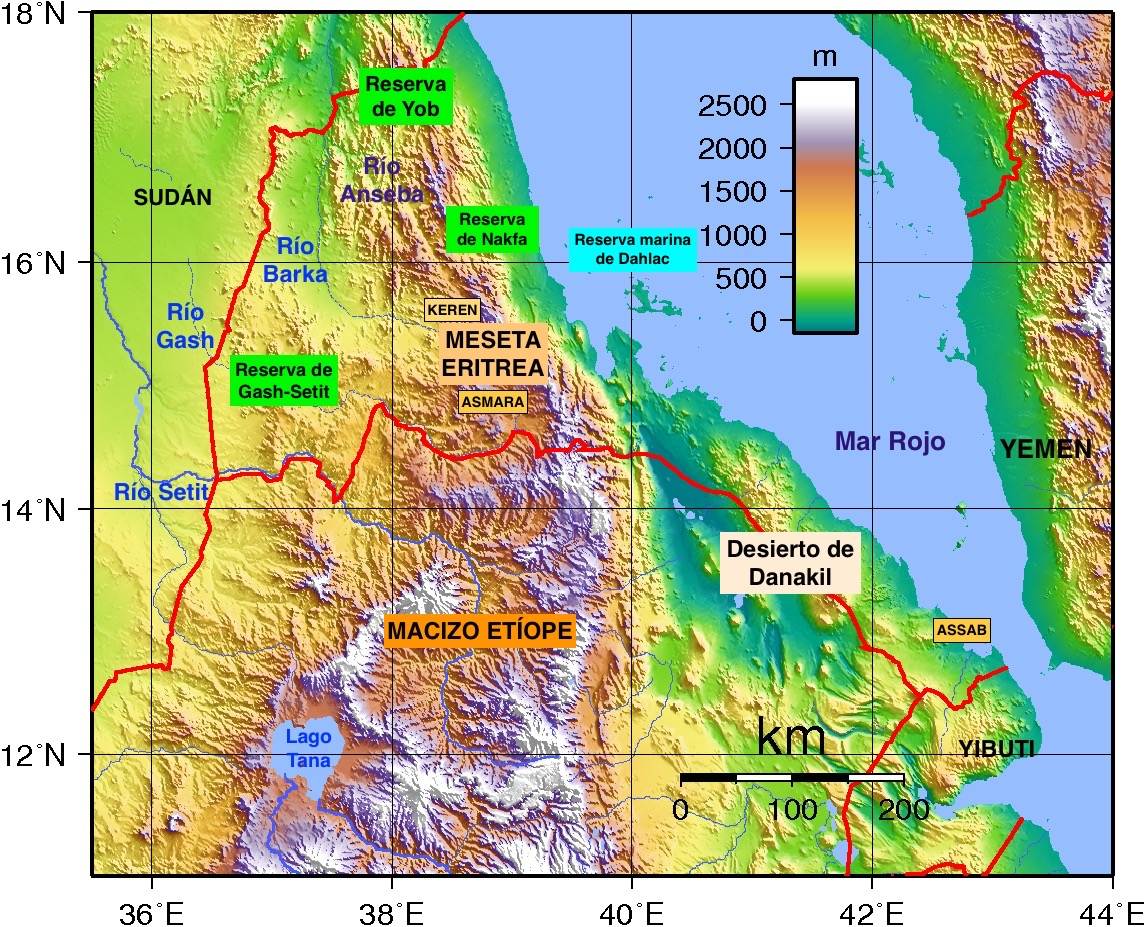
Mapa topográfico de Eritrea con reservas naturales

Según la IUCN, en Eritrea, en 2024, había 11 zonas propuestas como área protegida, pero ninguna confirmada. En 2020 había 3 zonas protegidas en el interior con una extensión de 5.936 km², el 4,87% de la superficie total del país, y 1 parque nacional marino en el archipiélago de Dahlac, de 2.000 km² [cita requerida]. El Ministerio de Turismo de Eritrea incluye el Parque nacional de Semenawi Bahri. El país tiene 2.234 km de costa en el mar Rojo y 390 islas, la mayoría en el archipiélago de Dahlak; los bosques cubren unas 53.000 ha (530 km²), el 0,44% del país; las zonas arbustivas cubren unos 6.704 km², el 5,5% del territorio, y los pastos cubren cerca de 60.000 km², el 49,2% de Eritrea. [cita requerida]
En 2024, las 11 áreas propuestas consisten en 1 parque nacional (Semenawi), 1 área de gestión de especies y hábitat (Yob Pa), 1 parque nacional marino (isla de Dahlak), 1 área protegida (Raharh), 2 áreas protegidas para uso sostenible de recursos naturales (Buri-Irrori Hawakil y Kerkebet), 1 paisaje protegido (Nakfa), 3 paisajes marinos protegidos (Haleb, Barasole y Marsa Ibrahim) y 1 santuario (Gash Barka).

## Reservas naturales en 2020
- Reserva natural de Yob, 2.659 km². En 2024, área de gestión de especies y hábitat propuesta. En el norte de Eritrea, en las regiones de Mar Rojo Norte y Anseba. Creada en 1959 bajo dominio británico para proteger a la población de íbice de Nubia de la zona. En las tierras altas al norte de Asmara, en un terreno muy accidentado propio del noroeste de Eritrea, cubierto de bosque verde mixto tropical, con poca población y una fauna variada que incluye distintos tipos de antílopes.[2]

- Reserva natural de Nakfa, 1.639 km². En 2024, paisaje protegido propuesto. Al este del país, aparece en el Atlas mundial de los manglares con límite en la costa del mar Rojo.[3] El Eritrea, los manglares cubren el 15% de la costa, incluyendo el archipiélago Dahlak. El bosque crece en franjas estrechas, alcanzando 100 m hacia el interior a lo largo de estuarios y arroyos, dominado por la especie Avicennia marina, seguida de Rhizophora mucronata, mientras que Ceriops tagal es más propia de Dahlac. Entre las aves, la garza goliat, el pelícano rosado, el águila pescadora, el dromas y el ostrero euroasiático.

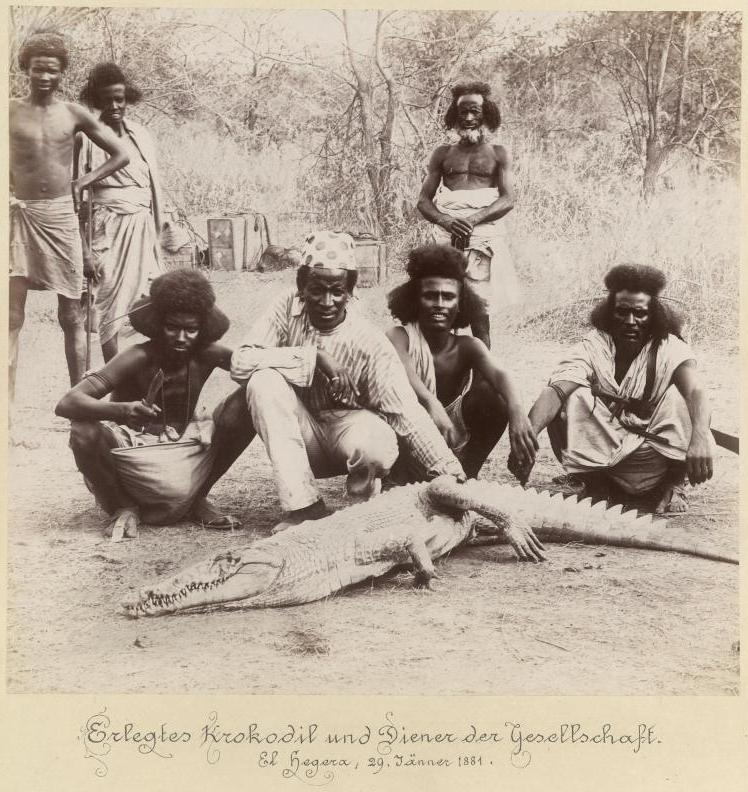
Habitantes de Gash Setit en 1881.

- Reserva natural de Gash-Setit, 709 km². En 2024, santuario sin extensión definida. En la llanura occidental de Eritrea, en la región de Gash-Barka. Su nombre procede de dos ríos de la zona, el Gash (Mareb) y el Setit (Tekezé). Es el área histórica del pueblo kunama[4] y una zona de conflicto de difícil acceso, de la que en 2004 traspasaron la frontera unos cuatro mil kunamas para instalarse en el campo de refugiados provisional de Wa’ala Nihibi.

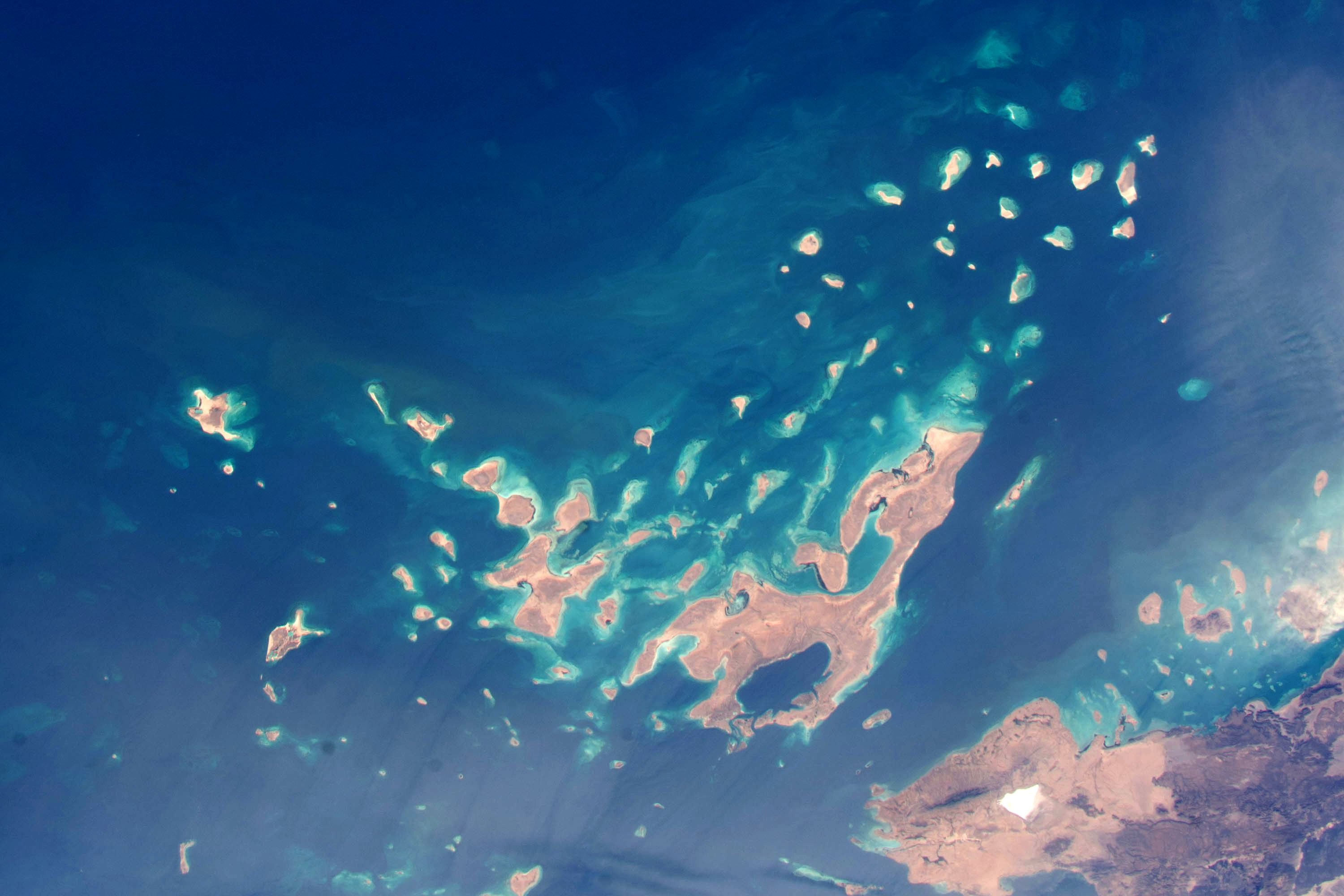
Archipiélago de Dahlak visto desde el espacio.

## Parque nacional
- Parque nacional de Semenawi Bahri, 2.000 km². No reconocida por la IUCN; pero sí por el Ministerio de Turismo de Eritrea.[5] Antes fue reserva natural y ahora es también una zona de importancia para las aves. Se encuentra en el llamado cinturón verde de Eritrea, en el escarpe oriental de la meseta eritrea, que ocupa el centro del país entre 900 y 2400 m de altitud, en una zona cubierta de bosques que se beneficia de dos estaciones húmedas anuales. Está bordeada por una empinada carretera que se puede tomar desde la ruta Keren-Asmara, que asciende el escarpe. El ministerio de agricultura asevera que en la zona hay leopardos, kudus, antílopes saltarrocas, duikers y facoceros. Entre las localidades de Filfil y Solomuna se encuentran árboles pintorescos y numerosas aves.[6]

## Parques marinos
- Parque nacional marino de Dahlac, 2.000 km². El archipiélago de Dahlac está formado por dos islas mayores y otras 124 menores con una superficie total de 1.165 km². Solo cuatro de las islas están habitadas, unas 2.500 personas que crían cabras y camellos. El entorno es famoso por sus pesquerías de perlas y por la diversidad marina, con más de 300 especies de peces y numerosas aves acuáticas. Algunas islas están rodeadas por manglares y arbustos halófitos. En los bajíos y arrecifes de coral sumergidos abundan delfines, tiburones, dugones, tortugas, manta rayas, cangrejos ermitaños, peces y mariscos. Fue designado como parque nacional durante el gobierno etíope. Actualmente, el submarinismo está permitido. La isla principal, Dahlak Kebir, a 58 km de Massawa, tiene 643 km² y unos 1.500 hab. Fue el centro de pesca de las perlas y base militar de los etíopes. Frente al hotel Luul se hallan los restos de la base marina ruso-etíope de Nokra, hoy abandonada. Durante el dominio italiano (1891-1892), en la isla de Nacura se creó un centro de detención.[7] Eritrea fue colonia italiana entre 1890 y 1940, entre 1941 y 1952 fue colonia británica, y hasta 1993 formó parte de Etiopía. Algunos de los buzos que acompañan a los submarinistas tomaron parte en la guerra de liberación. Los manglares de Dahlac ocupan una franja estrecha a lo largo de la costa de no más de 100 m de anchura dentro del mar, con cuatro especies, entre las que dominan Rhizophora mucronata (mangle rojo) y Avicennia marina. Un estudio publicado por la FAO estimaba en 6400 ha la extensión de los manglares en Eritrea.[8]

## Lugares importantes para las aves

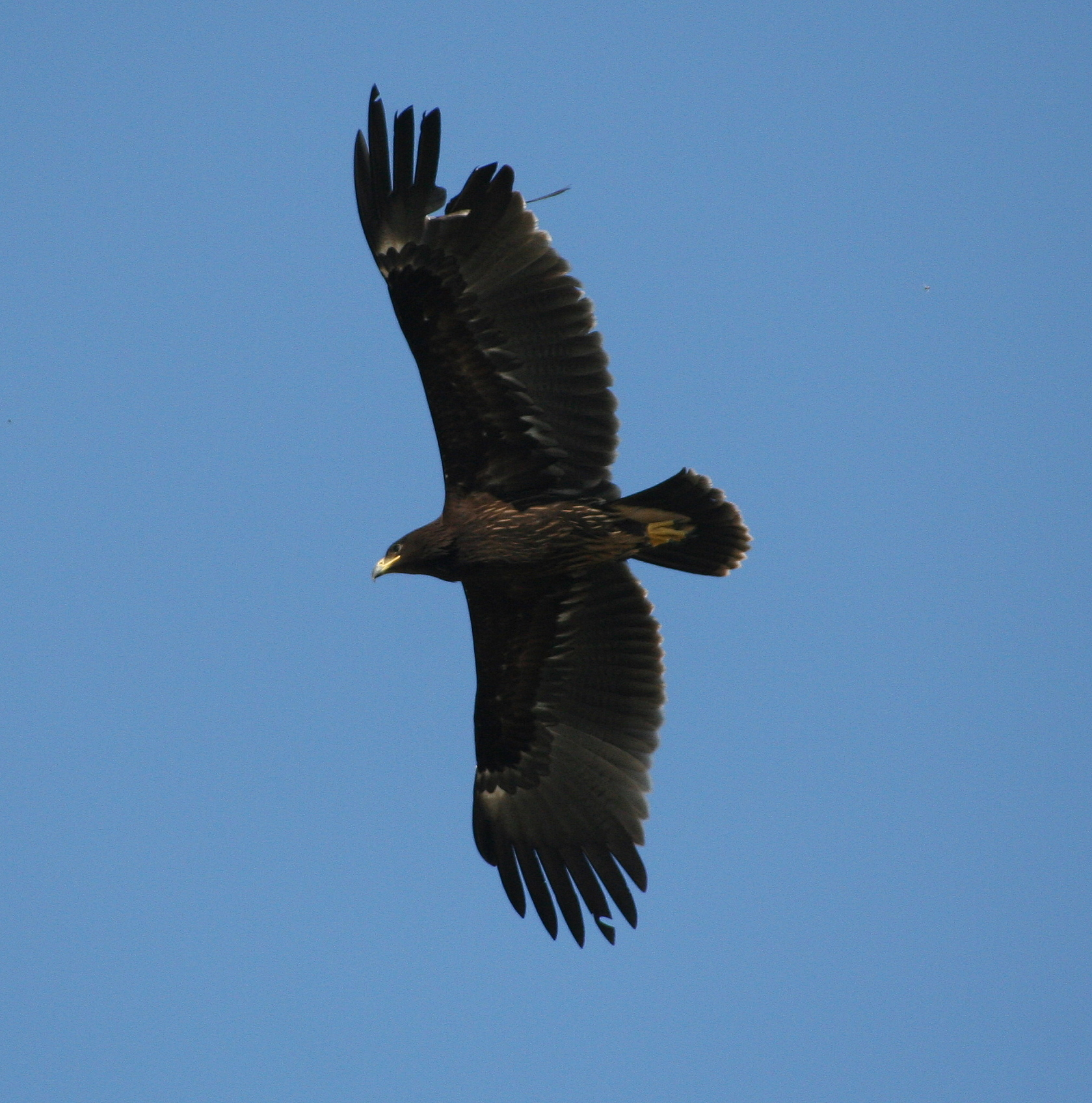
Águila moteada

Según BirdLife International, en Eritrea hay 540 especies de aves, de las que 398 son especies terrestres, 137 son acuáticas y 28 son marinas; además, 252 especies son migratorias. Cinco especies están en peligro crítico de extinción: la avefría sociable, el buitre cabeciblanco, el alimoche sombrío, el buitre dorsiblanco africano y el buitre moteado. Otras 16 especies están amenazadas. Se reconocen 14 zonas de interés para las aves, y una zona endémica en las tierras altas de Etiopía y Eritrea, que cubre 120.000 km².
Entre las IBAs (Important Bird Areas) propuestas para ser sitio Ramsar se encuentran el archipiélago de Dahlak e islas adyacentes; Semenawi Bahri, que en Eritrea se considera parque nacional, pero no para la IUCN; la costa de Massawa y el escarpe de Asmara.

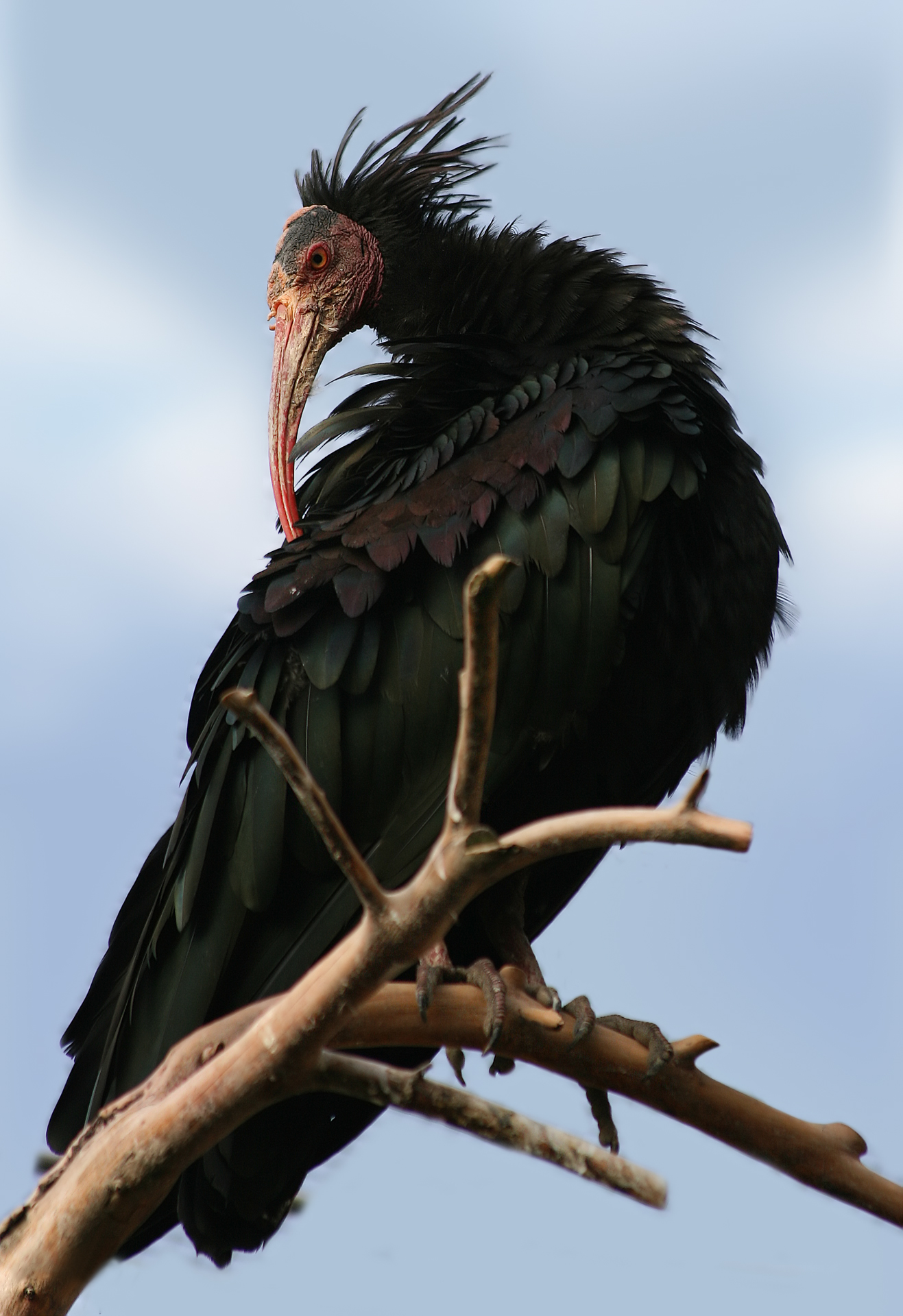
Ibis eremita

- Escarpe de Asmara. Unos 260 km², entre 5 y 10 km al nordeste de Asmara. Se sugiere incluir algunos embalses cercados a la capìtal debido al avistamiento de especies intersantes, como el embalse de Acria, al 3 km al nordeste. El paisaje del escarpe es pedregoso y áspero, con roquedos, hierbas como Rumex nervosa, matorrales como Argemone mexicana, y bosquetes de Juniperus procera. Hacia el este, el escarpe es más pronunciado. Cerca de la capital, hay pequeños embalses con Rumex sp. en los márgenes. En la carretera Masssawa-Asmara se encuentran con facilidad babuinos hamadríade. Entre las aves, se ven cernícalo primilla, águila moteada, ibis eremita, aguilucho papialbo, cernícalo vulgar, rascón etíope (anida en el lago Mandrezien, a 15 km al nordeste de Asmara), porrón pardo (principalmente en el lago Delia (24 km al norte de Asmara), escribano cinéreo (en el embalse de Acria), zorzal hormiguero de Rüppell (en lo alto del escarpe), etc.[10]

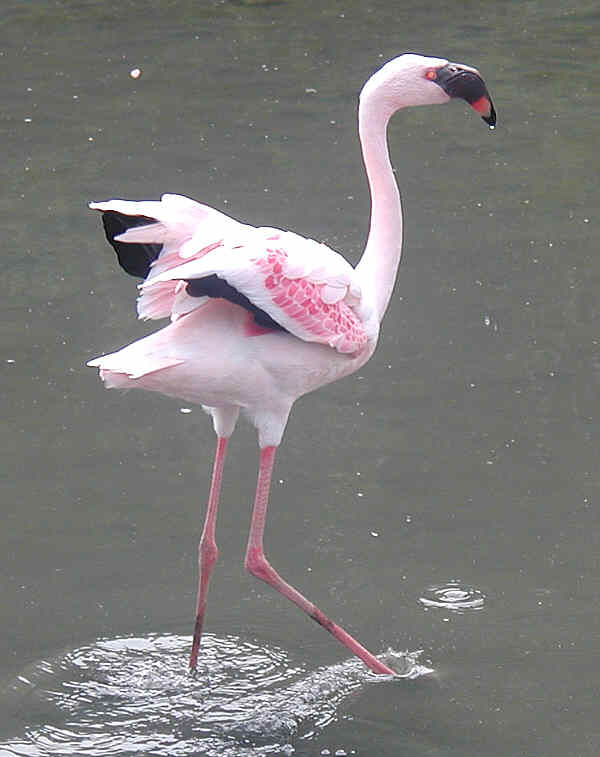
Flamenco enano.

- Costa de Massawa. Unos 310 km². El sitio consiste en una llanura costera alrededor y al sur de Massawa. Incluye las islas de Batsil, Taulud y Sheik Said. La costa es árida y arenosa con algunos promontorios rocosos y extensa dunas blancas formadas por corales. Sobre las dunas y en su entorno crecen acacias espinosas junto con datilero del desierto, Capparis decidua y Cadaba, y herbazales con Suaeda sp., Zygophyllum simplex y Dipterygium glaucum, Hay cinturones de Suaeda en las zonas inundadas por las mareas tras las dunas. En algunos lugares hay arrecifes de coral cerrando las pequeñas bahías, lo que lleva a una acumulación de lodo marino donde crecen manglares, sobre todo Avicennia marina. El puerto de Massawa está construido en parte uniendo las islas de Tulud y Batsil, donde hay palmeras del género Hyphaene, acacias y Ziziphus. Entre las aves, gaviota ojiblanca, ibis eremita, flamenco enano, aguilucho papialbo y otras muchas. En el mar, hay varios cientos de especies de peces, entre ellos los comerciales anchoas, sardinas y atunes. Hay cinco especies de tortugas, entre ellas la tortuga verde y la tortuga carey, que anidan en Green Island y en Dahlak. También hay dugones, delfines, focénidos y ballenas.[11]

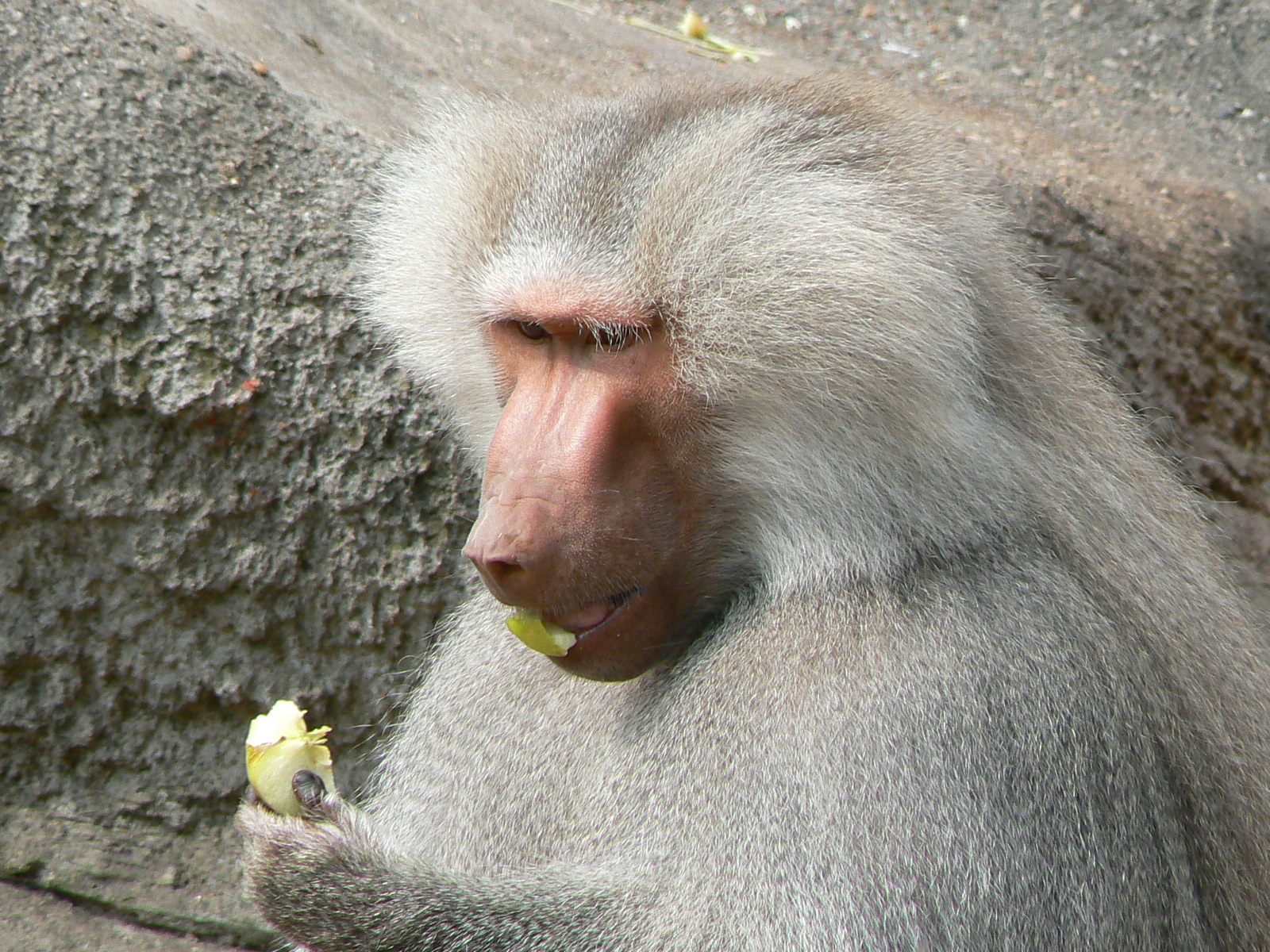
Babuino hamadryas, común en el escarpe oriental de la meseta eritrea.

- Semenawi Bahri, unos 1.300 km². Entre unos 20 y 100 km al norte de Asmara, en el escarpe oriental de la meseta central. Contiene los restos del bosque verde de Eritrea, con precipios y profundos valles en un lugar muy nuboso. Las zonas altas están formadas por páramos pedregosos, laderas rocosas y picos, con áreas de pastos y matorrales, con cactus exóticos como Opuntia vulgaris y Juniperus procera, que domina en las zonas boscosas junto con los géneros Olea, Euphorbia, Dodonaea, Opuntia, Rosa y ocasionalmente Acacia spp. En menos de 400 m de distancia horizontal se pasa de 400 m de altitud a 2600 m. De octubre a marzo, las cimas están cubiertas de nubes y llovizna, y están soleadas de marzo a septiembre, aunque reciben las principales lluvias estos meses. En las zonas cultivables se han plantado eucaliptos y se cultivan maíz, patatas, tomates, pimientos, cítricos, frutales y café. Se encuentran las aves mencionadas en el escarpe de Asmara, además del francolín de Erckel, el chotacabras abisinio, el cistícola boran, la codorniz común, el mosquitero común y otros. La IUCN reconoce la presencia de kudus, saltarrocas, duiker y babuinos hamadryas.[12]

## Protección del suelo y la biodiversidad
Con el fin de crear áreas protegidas de la erosión la PNUD propuso en 2011 integrar una zonas del Parque nacional de Semienawi/Debubawi Bahri de 1000 km² con la reserva natural de Buri-Irrori, una zona de 100 km² para proteger el asno salvaje africano y crear la reserva natural de las islas Ras Fatuma y la isla Verde para proteger zonas de nidificación de las tortugas, y la reserva marina de Bera’Soli, para proteger aves marinas.